# 川越裕章
川越 裕章（かわごえ ひろあき、1950年 - ）は、日本の建築家。実業家。東京都建築士事務所協会理事・北支部副支部長。建築設備検査資格者。適合証明技術者。有限会社トッププランニング主宰。社団法人日本建築学会正会員。
東京都生まれ。1973年日本大学理工学部卒業後、ヨコミネ建築事務所入社。1975年一級建築士取得。1977年、川越建築設計事務所入社1990年、トッププランニング設立。